# 아델보덴
아델보덴(독일어: Adelboden)은 스위스 베른주에 위치한 도시로, 면적은 88.19km2, 높이는 1,350m, 인구는 3,563명(2010년 기준), 인구 밀도는 40명/km2이다.

## 역사
아델보덴은 1409년에 in valle Adelboden에서와 같이 613년 전에 처음 언급되었다. 1453년에는 아델보덴 alias silva로 언급되었다.
아델보덴에 속하는 알프스 엥슈틀리겐알프와 질레렌은 13세기에 처음으로 언급된다. 엥슈틀리겐 계곡의 주민들은 ‘숲의 사람들’이라고 불린다. 15세기에 아델보덴에는 자체 교회가 있었고, 50명이 넘는 가정부가 목사의 봉급을 보증했다.
16세기에 아델보덴이 종교 개혁에 가담했을 때 가톨릭 사제는 하넨무스 고개를 넘어 카톨릭주 프리부르로 도피했다.
19세기까지 프루티겐으로 가는 유일한 길은 엥슈틀리겐 계곡의 남쪽 경사면이 높고 겨울에는 종종 지나갈 수 없었다. 19세기 후반에 엔츨리게강을 따라 아델보덴을 세계의 나머지 지역으로 연결하는 도로가 건설되었다.
1870년대에 지역 교사 중 한 명이 최초의 하숙집을 열었다. 그것은 여전히 같은 가족이 소유하고 있는 호텔로 발전했다. (호텔 Hari im Schlegeli). 세기의 전환기에 관광업은 인구의 큰 증가를 가져왔다.
아델보덴은 1903년 헨리 룬 경이 조직한 최초의 패키지 겨울 스포츠 휴가의 목적지였다.
1930년대에 엥슈틀리겐알프로 향하는 공중 로프웨이가 추가 로프웨이와 함께 건설되었다. 질레렌 지역은 1980년대까지 버스로 접근할 수 있었다.

## 지리
아델보덴은 프루티겐에서 칸더로 흐르는 엔츨리게 (고독어: Engstlige) 강 계곡 끝의 베른 고원 서쪽에 자리 잡고 있다.
아델보덴은 엥슈틀리겐 폭포 남쪽을 바라보는 테라스에 있는 전통적인 스위스 산악 마을이다. 또한 마을의 일부는 길바흐, Stigelschwand, 보덴, Hirzboden 및 Ausserschwand의 유인 계곡이다. 교회와 주요 거리는 1,350m이고, 이 지역의 가장 높은 지점은 3,242m의 그로스트루벨이며, 가장 낮은 지점은 1,045m인 엥슈틀리겐 계곡이다.
식생은 고산 및 아고산이며, 부분적으로 수목이 우거져 있으며 경사면, 고원 및 테라스는 일반적으로 알프스 초원이다.
가장 눈에 띄는 산은 로흐너(Lohner, 3,049m), Steghorn (3,146m), Wildstrubel (3,243m), Fitzer (2,458m)이다. 산악 철도) 및 Gsür (2,708m)이다.
아델보덴의 면적은 87.61k㎡이다. 이 면적 중 36.52k㎡ (41.4%)가 농업 목적으로 사용되는 반면 16.07k㎡ (18.2%)는 산림이다. 나머지 토지 중 2.18k㎡ (2.5%)가 정착(건물 또는 도로), 1.53k㎡ (1.7%)가 강 또는 호수이며, 31.93k㎡ (36.2%)는 비생산적인 토지이다.
건설 면적 중 주택과 건물이 1.5%, 교통 기반 시설이 0.8%를 차지했다. 산림면적은 전체 면적의 14.4%가 삼림이 무성하고 3.0%가 과수원이나 작은 나무 군락으로 덮여 있다. 농경지 중 8.5%가 목초지이고 32.9%가 고산 목초지로 사용된다. 시정촌의 모든 물은 흐르는 물이다. 비생산적인 지역 중 9.6%는 비생산적인 초목이고, 25.6%는 초목이 자라기에는 너무 암석이 많고, 1.1%의 땅은 빙하로 덮여 있다.
2009년 12월 31일에 시정촌의 이전 구역인 프루티겐구가 해산되었다. 다음 날 2010년 1월 1일에 새로 생성된 프루티겐-니더지멘구에 합류했다.

## 인구통계

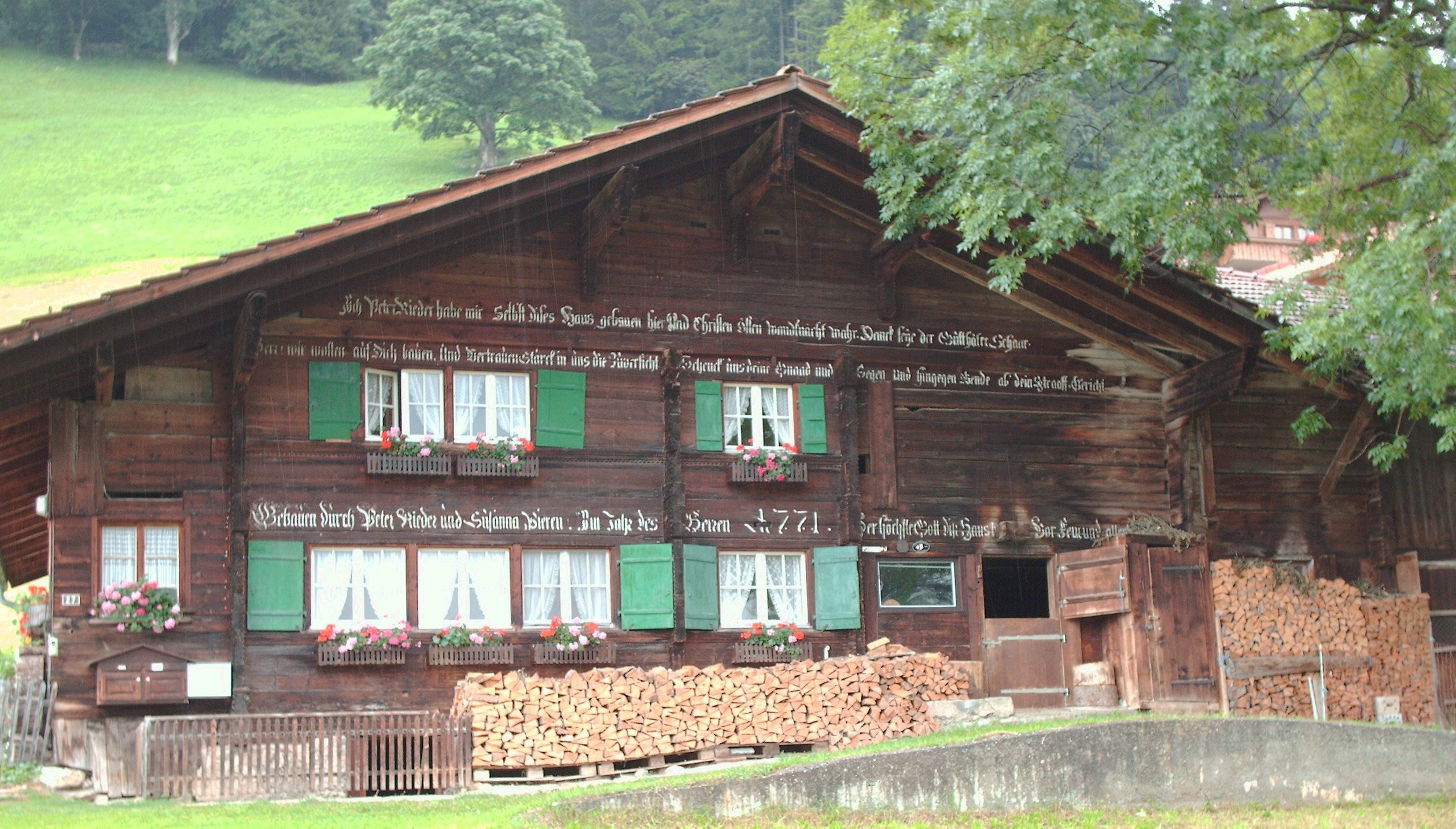
1771년에 세워진 전통 농가

2020년 12월 기준, 아델보덴의 인구는 3,343명이다. 2010년 기준으로 인구의 6.9%가 거주하는 외국인이다. 2000년부터 2010년까지 지난 10년 동안 인구는 -0.2%의 비율로 변화했다. 이민은 -1.2%, 출생 및 사망은 2.2%를 차지했다.
2000년 기준, 인구 대부분인 3,453명(95.0%)이 독일어를 모국어로 사용하고, 세르보-크로아티아어가 36명(1.0%)으로 두 번째로 많이 사용하고, 포르투갈어가 34명(0.9%)으로 세 번째로 사용된다. 프랑스어를 할 줄 아는 사람이 29명, 이탈리아어를 할 줄 아는 사람이 17명, 로만슈어를 할 줄 아는 사람이 6명 있다.
2008년 기준으로 인구는 남성 49.1%, 여성 50.9%이다. 인구는 1,618명의 스위스 남성(인구의 45.4%)과 133명(3.7%)의 비 스위스 남성으로 구성되었다. 스위스 여성은 1,699명(47.7%), 비 스위스 여성은 113명(3.2%)이었다. 시정촌 인구 중 2,124명(약 58.4%)이 아델보덴(아델보덴)에서 태어나 2000년에 그곳에서 살았다. 같은 주에서 태어난 666명(18.3%)이 있었고, 스위스 다른 곳에서 태어난 365명(10.0%)이 있었다., 290 또는 8.0%가 스위스 외부에서 태어났다.
2010년 기준으로 아동·청소년(0~19세) 인구가 23.6%, 성인(20~64세)이 56.6%, 노인(64세 이상)이 19.8%를 차지한다.
2000년 기준으로 시정촌에는 미혼이거나, 독신인 사람이 1,600명 있다. 기혼자는 1,771명, 미망인은 204명, 이혼한 사람은 59명이었다.
2000년 기준 1인 가구는 478가구, 5인 이상 가구는 152가구이다. 2000 년에는 총 1,347채(전체의 41.8%)가 상설 임대되었고, 1,722채(53.4%)가 계절적 임대, 154채(4.8%)가 비어 있었다. 2010년 기준 신규주택 건설률은 인구 1,000명당 5.3세대이다. 2011년 시정촌 공실률은 0.06%였다.
역사적 인구는 다음 차트에 나와 있다.:

### 언어
언어는 아델보덴네르튀치(Adelbodnertütsch)이며, 발레 방언에서 일부 차용한 베른 고원 방언에 속하며, 가장 높은 알레만계 언어 그룹에 속한다.
2000년 기준, 인구 대부분인 95.0%가 독일어를 사용하며, 세르보-크로아티아어가 두 번째로 많이 사용(1.0%), 포르투갈어(0.9%)가 세 번째로 많이 사용된다.

### 종교

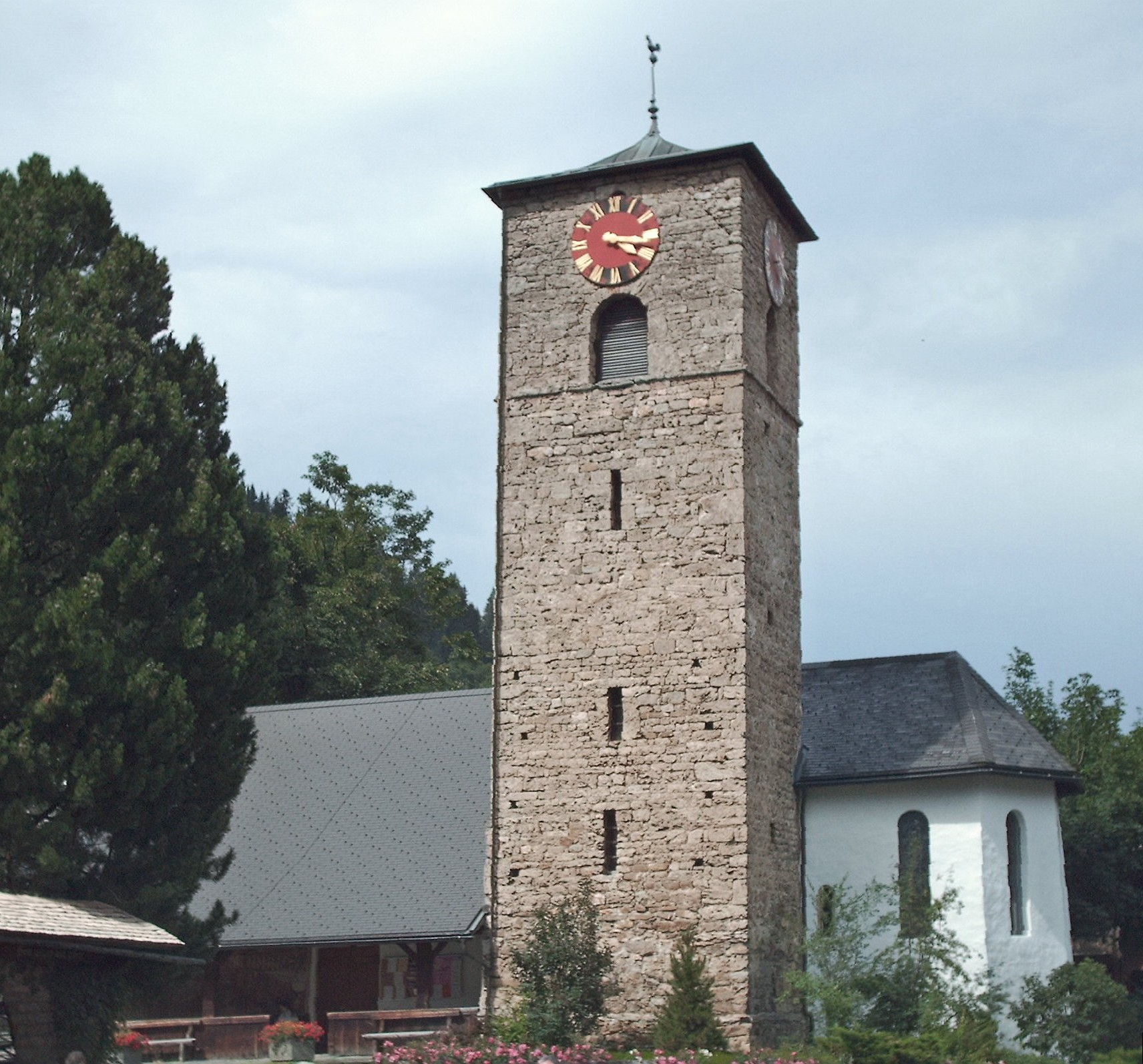
아델보덴 마을의 교회

2000년 인구 조사에서 로마 가톨릭 신자는 221명(6.1% )이었고, 스위스 개혁 교회는 2406명(66.2%)이었다. 나머지 인구 중 정교회 교인이 37명 (인구의 약 1.02%), 크리스찬 가톨릭 교회 교인이 1명이 있었다. 다른 기독교 교회에 속한 사람은 1,173명(32.28%), 유대인이 1명 있었고, 69명(인구의 약 1.90%)이 이슬람교이었다. 불교가 1명, 그리고 다른 종교에 속한 4인이 있었다. 72명(인구의 약 1.98%)은 교회에 속하지 않았고 불가지론자 또는 무신론자였으며, 234명(인구의 약 6.44%)이 질문에 대답하지 않았다.

## 정치
법률은 2년마다 열리는 총회에서 채택된다. 행정부는 9명의 위원으로 구성된 지방의회이며, 모두 명예직이다.
2011년 연방 선거에서 가장 인기 있는 정당은 41.7%의 득표율을 기록한 스위스인민당(SVP) 이었다. 다음으로 가장 인기 있는 3개 정당은 스위스 연방민주연합(EDU) (20%), 보수민주당(BDP) (10.4%), 복음주의인민당(EVP) (9%)이었다. 이번 연방 총선에서는 총 1,673표가 투표율 61.4%를 기록했다.

## 경제
아델보덴에는 농업, 지역 산업(목조 건축 회사, 광천수 공급원) 및 관광업이 혼합되어 있다. 사람들은 관광업(약 490명), 기타 서비스(약 500명), 건설업(약 310명), 자동차 산업(약 30명), 광천수(약 45명) 및 농업(약 45명)에서 일한다. 풀타임 약 45명), 박제술(풀타임 약 16명).
2011년 현재 아델보덴의 실업률은 1.29%이다. 2008년 기준으로 시정촌에 고용된 사람은 총 2,084명이다. 이 중 1차 경제 부문에 366명이 고용되었고, 이 부문에 약 133개 기업이 참여했다. 617명이 2차 부문에 고용되었고, 이 부문에 57개의 기업이 있었다. 1,101명이 3차 부문에 고용되었으며, 이 부문에는 150개의 기업이 있다. 시정촌 주민은 1,833명으로 일정 정도 고용되었으며, 그중 여성이 전체 노동력의 40.5%를 차지하였다.
2008년에는 총 1,675개의 정규직에 상응하는 일자리가 있었다. 1차 부문의 일자리 수는 192개였으며, 모두 농업에 있었다. 2차 부문의 일자리 수는 580개였으며, 그 중 88개(15.2%)는 제조, 450개(77.6%)는 건설에 종사했다. 3차 부문의 일자리 수는 903개였다. 3차 부문에서; 도소매업 214(23.7%), 자동차 수리 123(13.6%), 호텔·레스토랑 370(41.0%), 정보업 12(1.3%), 12 또는 1.3%가 보험 또는 금융 산업, 24 또는 2.7%가 기술 전문가 또는 과학자, 40 또는 4.4%가 교육, 42 또는 4.7%가 의료 분야였다.
2000년에는 시정촌으로 통근하는 근로자가 224명, 출퇴근한 근로자가 211명이었다. 지자체는 근로자의 순수입 지자체며, 떠날 때마다 약 1.1명의 근로자가 지자체에 들어간다. 근로 인구 중 9.7%가 출퇴근용 대중교통을, 38.1%가 자가용을 이용하였다.
아델보덴의 실업률은 1.8%이다. 2005년 기준으로 1차 경제 부문에 366명이 고용되어 있으며, 이 부문에 약 143개 기업이 참여하고 있다. 601명이 2차 부문에 고용되어 있고, 이 부문에 57개의 기업이 있다. 1,098명이 3차 부문에 고용되어 있으며, 이 부문에는 153개의 기업이 있다.

## 기후
쾨펜의 기후 구분 시스템에 따르면 아델보덴은 기후 지도에서 "Cfb"로 축약된 서안 해양성 기후를 가지고 있다. 아델보덴은 일년내내 특히 겨울에 매우 흐리지만, 여름에는 햇빛이 최고조에 달한다.
| 아델보덴 (1981–2010)의 기후 | 아델보덴 (1981–2010)의 기후 | 아델보덴 (1981–2010)의 기후 | 아델보덴 (1981–2010)의 기후 | 아델보덴 (1981–2010)의 기후 | 아델보덴 (1981–2010)의 기후 | 아델보덴 (1981–2010)의 기후 | 아델보덴 (1981–2010)의 기후 | 아델보덴 (1981–2010)의 기후 | 아델보덴 (1981–2010)의 기후 | 아델보덴 (1981–2010)의 기후 | 아델보덴 (1981–2010)의 기후 | 아델보덴 (1981–2010)의 기후 | 아델보덴 (1981–2010)의 기후 |
| 월                          | 1월                         | 2월                         | 3월                         | 4월                         | 5월                         | 6월                         | 7월                         | 8월                         | 9월                         | 10월                        | 11월                        | 12월                        | 연간                        |
| --------------------------- | --------------------------- | --------------------------- | --------------------------- | --------------------------- | --------------------------- | --------------------------- | --------------------------- | --------------------------- | --------------------------- | --------------------------- | --------------------------- | --------------------------- | --------------------------- |
| 일평균 최고 기온 °C (°F)    | 2.6 (36.7)                  | 3.0 (37.4)                  | 5.9 (42.6)                  | 9.3 (48.7)                  | 14.1 (57.4)                 | 17.2 (63.0)                 | 19.7 (67.5)                 | 18.9 (66.0)                 | 15.5 (59.9)                 | 12.1 (53.8)                 | 6.2 (43.2)                  | 3.4 (38.1)                  | 10.7 (51.3)                 |
| 일일 평균 기온 °C (°F)      | −1.7 (28.9)                 | −1.6 (29.1)                 | 1.1 (34.0)                  | 4.2 (39.6)                  | 8.8 (47.8)                  | 11.8 (53.2)                 | 14.2 (57.6)                 | 13.7 (56.7)                 | 10.4 (50.7)                 | 7.0 (44.6)                  | 1.8 (35.2)                  | −0.8 (30.6)                 | 5.7 (42.3)                  |
| 일평균 최저 기온 °C (°F)    | −5.2 (22.6)                 | −5.3 (22.5)                 | −2.9 (26.8)                 | 0.0 (32.0)                  | 4.3 (39.7)                  | 7.2 (45.0)                  | 9.5 (49.1)                  | 9.4 (48.9)                  | 6.4 (43.5)                  | 3.4 (38.1)                  | −1.6 (29.1)                 | −4.2 (24.4)                 | 1.8 (35.2)                  |
| 평균 강수량 mm (인치)       | 92 (3.6)                    | 85 (3.3)                    | 95 (3.7)                    | 89 (3.5)                    | 128 (5.0)                   | 148 (5.8)                   | 160 (6.3)                   | 154 (6.1)                   | 103 (4.1)                   | 89 (3.5)                    | 92 (3.6)                    | 105 (4.1)                   | 1,338 (52.7)                |
| 평균 강설량 cm (인치)       | 77.1 (30.4)                 | 84 (33)                     | 71.6 (28.2)                 | 44.3 (17.4)                 | 9.5 (3.7)                   | 0.4 (0.2)                   | 0.4 (0.2)                   | 0 (0)                       | 0.7 (0.3)                   | 8.6 (3.4)                   | 51.8 (20.4)                 | 73.8 (29.1)                 | 422.2 (166.2)               |
| 평균 강수일수 (≥ 1.0 mm)    | 10.6                        | 10.1                        | 12.2                        | 12.2                        | 14.6                        | 14.4                        | 14.0                        | 13.4                        | 10.8                        | 10.3                        | 10.4                        | 11.1                        | 144.1                       |
| 평균 강설일수 (≥ 1.0 cm)    | 9.1                         | 9.2                         | 8.7                         | 6                           | 1.4                         | 0.2                         | 0                           | 0                           | 0.2                         | 1.8                         | 6.3                         | 9.6                         | 52.5                        |
| 평균 상대 습도 (%)          | 69.6                        | 70.4                        | 71.3                        | 73.2                        | 74.6                        | 76.1                        | 75.3                        | 78.2                        | 77.8                        | 73.7                        | 71.3                        | 68.8                        | 73.4                        |
| 평균 월간 일조시간          | 90                          | 99                          | 125                         | 132                         | 151                         | 161                         | 186                         | 170                         | 147                         | 121                         | 84                          | 79                          | 1,545                       |
| 출처: MeteoSwiss            |                             |                             |                             |                             |                             |                             |                             |                             |                             |                             |                             |                             |                             |

## 교육
아델보덴에서는 인구의 약 1,452명(40.0%)이 필수가 아닌 고등 중등 교육을 이수했으며, 240명(6.6%)이 추가 고등 교육( 대학 또는 응용학문대학)을 마쳤다. 고등 교육을 이수한 240명 중 71.3%가 스위스 남성, 21.3%가 스위스 여성, 4.2%가 비 스위스 남성, 3.3%가 비 스위스 여성이었다.
베른주 학교 시스템은 1년의 의무 없는 유치원, 6년의 초등학교를 제공한다. 이후 3년 동안의 의무적 중학교 과정을 거쳐 학생들을 능력과 적성에 따라 구분한다. 중학교 이하 학생들은 추가 교육을 받거나 견습 과정에 들어갈 수 있다.
2010-11학년도 동안 총 447명의 학생이 아델보덴의 수업에 참석했다. 시정촌에는 총 56명의 학생이 있는 4개의 유치원 수업이 있었다. 유치원생 중 7.1%는 스위스의 영주권 또는 임시 거주자(시민권 아님)였으며, 12.5%는 교실 언어와 다른 모국어를 사용한다. 지자체에는 13개의 초등 학급과 245명의 학생이 있었다. 초등학생 중 4.9%는 스위스의 영주권 또는 임시 거주자(시민권 아님)였으며, 4.5%는 교실 언어와 다른 모국어를 사용한다. 같은 해에 총 146명의 학생이 있는 7개의 중등 학급이 있었다. 스위스의 영주권자 또는 임시 거주자(시민이 아님)인 3.4%가 있었고 4.1%는 교실 언어와 다른 모국어를 사용했다.
2000년 현재 아델보덴에는 다른 시정촌에서 온 학생이 1명 있었고 52명의 주민이 시외 학교에 다녔다.
아델보덴은 아델보덴의 시립 도서관이 있는 곳이다. 도서관은 (2008년 현재) 책이나 기타 매체를 보유하고 있으며, 같은 해에 대출했다. 해당 연도에는 주당 평균 0시간으로 총 0일 열렸다.
아델보덴에는 초등학교, 중학교 및 중등학교가 있다. 가장 가까운 특수 중등학교는 프루티겐에 있다.
아델보덴에 있는 학교: 아델보덴 학군에는 공식적으로 4개의 초등학교, 3개의 중학교(Realschule) 및 중등학교(Sekundarschule)가 있다. 가장 가까운 특수 중등학교는 산 아래로 20분 거리에 있는 프루티겐에 있으며, 가장 가까운 고등학교(Gymnasiums)는 툰과 인터라켄에 있다.

## 관광과 스포츠

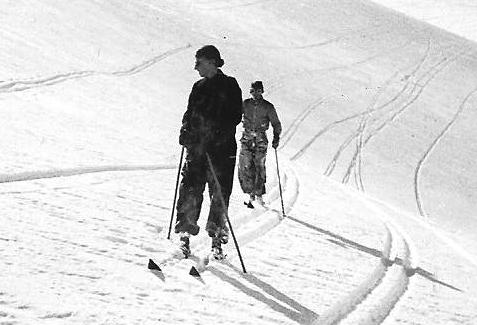
1938년 아델보덴에서 나무 스키를 신은 영국인 방문자 로렌스 오길비와 도리스 오길비

아델보덴의 관광은 가족 중심이며, 숙박 시설에는 24개 호텔(1,291개 침대), 3,800개 별장(15,200개), 28개 그룹 숙박(1,830개), 3개 캠프장 및 40개 레스토랑이 있다.
조용한 산책로에서 고산 등반 루트까지 200km의 여름 하이킹 코스가 있다. 수많은 산악 철도가 산으로 이어진다. 추가 활동은 다음과 같다. 수많은 산악자전거 경로; 워크샵, 바람 및 착륙 기회가 있는 하넨무스 고개의 모형 항공기 건설.
겨울에는 아델보덴에서 Cheunisbärgli에서 열리는 월드컵 대회전과 크로스컨트리 스키 트레일을 포함하여 모든 난이도의 스키를 즐길 수 있다. 40km의 겨울 하이킹 코스가 있다. 스노보더에게는 프리라이드와 자유형 달리기가 있다.
아델보덴의 자이언트 슬라롬 및 슬라롬 경기는 월드컵 서킷의 클래식 이벤트로 간주되며, 2017년 1월 7-8일에 예정되어 있다.
최근 몇 년 동안 포겔리시라는 이름의 신화적인 의술사 여성의 이야기는 다양한 관광 활동과 기념품의 상징이나 마스코트로 점점 더 많이 채택되고 있다.

## 교통
아델보덴에는 슈피츠를 통해 A6 및 베른으로 연결되는 프루티겐에서 연결되는 들어오는 도로가 하나뿐이다. 대중교통이 없다.
프루티겐은 뢰치베르크선의 기차역으로, 베른과 브리크를 연결한다. 그것은 정기적인 포스트버스 스위스 서비스에 의해 아델보덴에 연결된다.
분더흐린데 고개는 동쪽의 칸더슈테크와 아델보덴을 연결하고, 하넨무스 고개는 서쪽의 렝크 계곡으로 연결된다. 엥슈틀리겐알프와 힌트베티 고개를 거쳐 게미 고개와 발레주로 이어지는 오래된 고개이다. 과거에는 무역로로 사용되었지만, 이 통로에는 도로가 없다. 오늘날 분더히린데와 하넨무스 고개는 마을을 통과하는 자르간스와 몽트뢰 사이의 스위스 전역의 장거리 하이킹 코스인 알파인 패스 루트의 일부를 형성한다.

## 사진

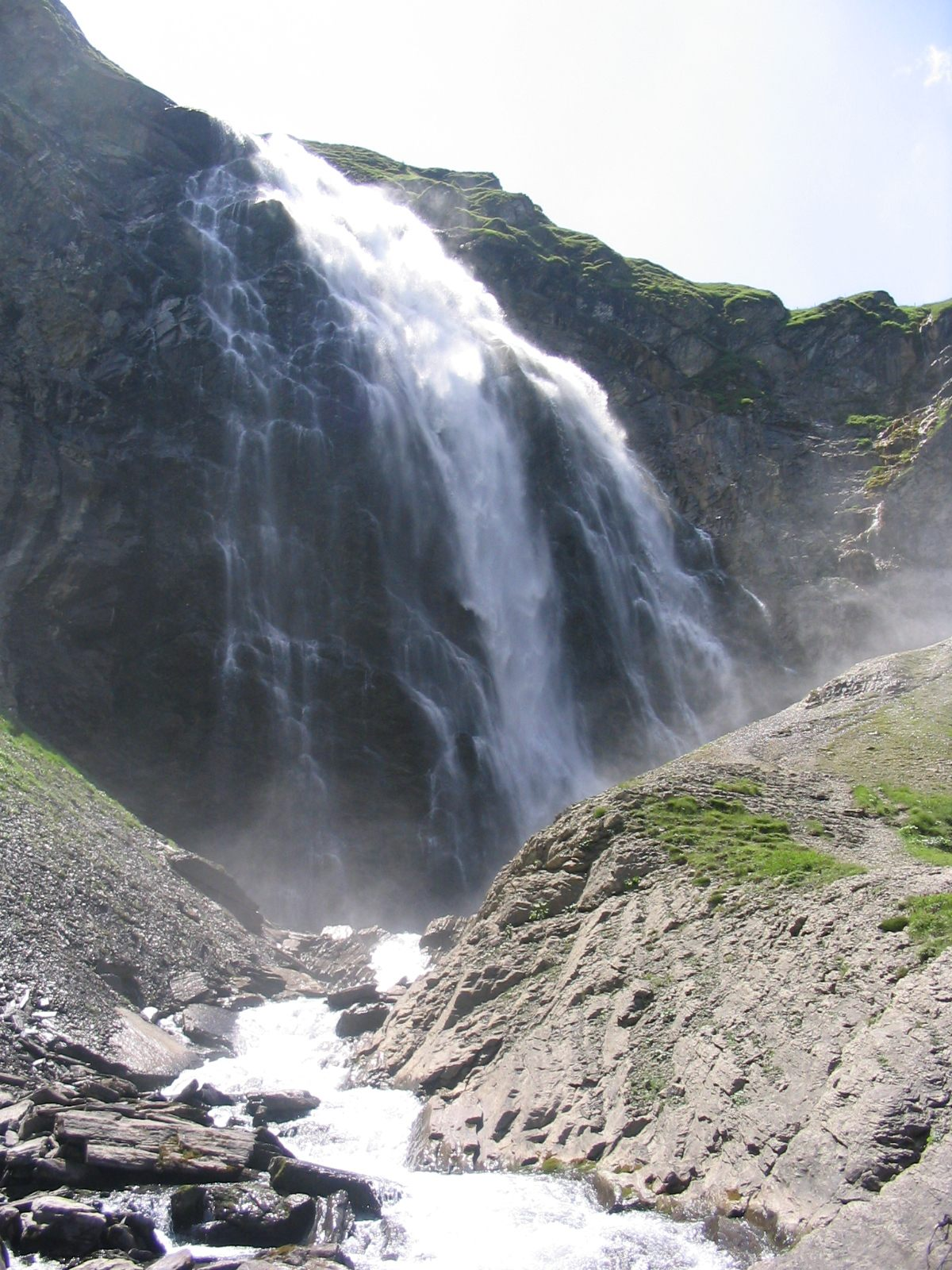
엥슈틀리겐 폭포